# Pélébina
Pélébina è un arrondissement del Benin situato nella città di Djougou (dipartimento di Donga) con 8.240 abitanti (dato 2006).